# الدرع العربي النوبي

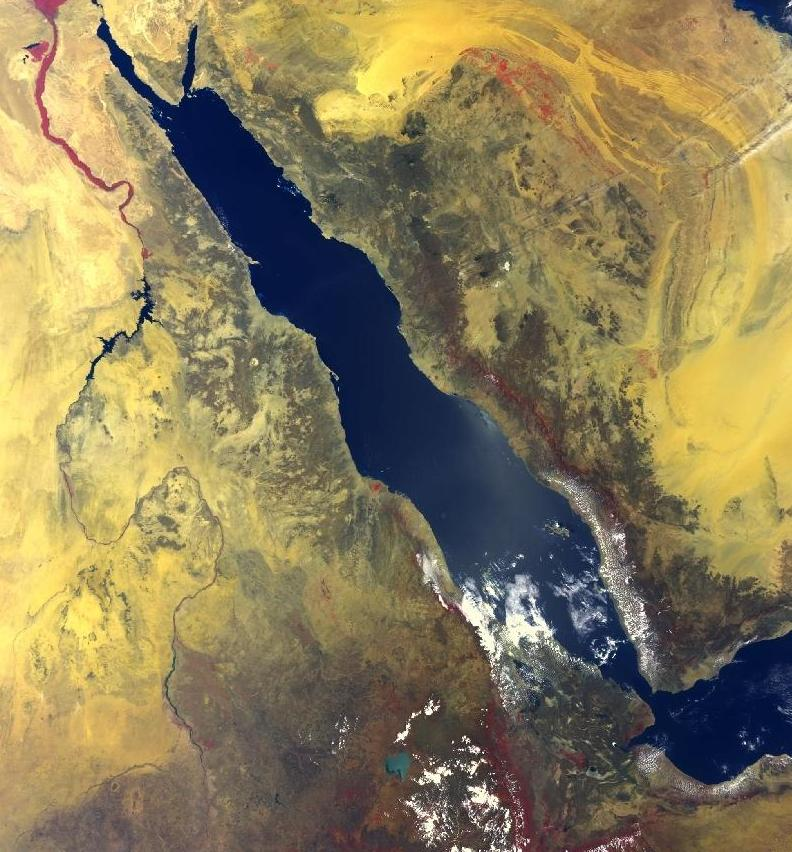

الدرع العربي وهو يشكل جزء كبير من الصفيحة العربية ويقع في غربي شبه الجزيرة العربية، ويغطي ثلث مساحتها وتبلغ مساحته حوالي (630,000 كم²) وهو يتكون من:-
- صخور متحولة( بالإنجليزية : Metamorphic rocks) كانت في الأصل صخوراً رسوبية وبركانية قديمة؛ ثم جعلها الضغط والحرارة العاليين صخوراً متحولة، تشمل صخور النايس والشست والسلات.[1][2]
- صخور جوفية اندساسية:( بالإنجليزية: plutonic ) أي صخور تجمدت من الصهير داخل القشرة الأرضية من دون أن تصل إلى السطح ، ولذا تكون البلورات المكونة لها كبيرة الحجم نسبياً، لأنها بردت ببطء. وقد كان تكون هذه الصخور الاندساسية مصاحباً لعمليات تكوين الجبال في الغالب، لكن بعضها كان سابقا والبعض الآخر كان لاحقاً لعمليات تكوين الجبال. ومع استمرارية التعرية، عبر العصور الجيولوجية أزيلت الصخور التي كانت تعلوها، وأصبحت هذه الصخور الجوفية ظاهرة على السطح. ويشمل هذا النوع من الصخور الجرانيت والديورايت والجابرو.
- صخور بركانية تكونت في العصرين : الثلاثي والرباعي من اللافا(Lava) التي ساحت على سطح الأرض، خارجة من البراكين، ولذا تجمدها كان سريعاً وحجم بلوراتها كان صغيراً، مثل صخور البازلت (دكناء اللون، لاحتوائها على معادن قاعدية، أي تحتوي على نسبة كبيرة من عنصري الحديد والمغنيسيوم). وهي تكون ما يعرف محلياً بالحرات.